# Карельские оружейники (клуб по американскому футболу)
Карельские оружейники — российский клуб по американскому футболу из Петрозаводска, Республика Карелия. Бронзовый призер первой лиги по Американскому футболу 2022 года. Выступает в Высшей лиге Восточно-европейской Суперлиги.

## История
Команда «Карельские оружейники» была основана в 2012 году петрозаводским энтузиастом и любителем игры в Американский футбол Юрием Кушниром. Вначале команда носила название «Сборная Карелии по американскому футболу», затем изменила свое название на «Карельские Оружейники». Команда «Карельские Оружейники» существует 12 лет, выигрывает и российские, и международные турниры. Последние пять лет карельская команда входит в десятку сильнейших в России. В прошлом году «Оружейники» хотели принять участие в чемпионате России, но не смогли как раз по финансовым причинам. Несмотря на трудности команде удалось выйти в финал всероссийского турнира‚ ‘‘Memory Bowl«.

## Достижения

### Внутрироссийские
- бронзовый призер Первой лиги по американскому футболу (1 раз):2022
- Победитель Второй лиги по американскому футболу  (1 раз): 2021
- финалист ‘‘Memory Bowl» (1 раз):2023

### Международные
- Победитель международного фестиваля американского футбола в Москве (2 раза): 2021,2022.

## Стадион
КАф «Карельские оружейники» проводит свои домашние матчи на стадионе «Спартак», вмещающем порядка 11 000 зрителей. В 2011 году стадион был лишен права проводить на своем поле футбольные матчи. Стадион оборудован беговыми дорожками, что делает стадион многофункциональным со спортивной точки зрения. На момент конца 2010-х полностью непригоден для футбола из за неудовлетворительного состояния трибун.

## Школа новичков
Каждый год на базе команды функционирует «школа новичков»-ежегодные тренировочные занятия для всех желающих заниматься американским футболом. Занятия проводятся как для детей, так и для взрослых на бесплатной основе. Тренер — профессиональный тренер по американскому футболу, игрок поигравший в чемпионатах России , Украины, Венгрии и других стран — Сергей Владимирович Корнев.